# Revisio Generum Plantarum

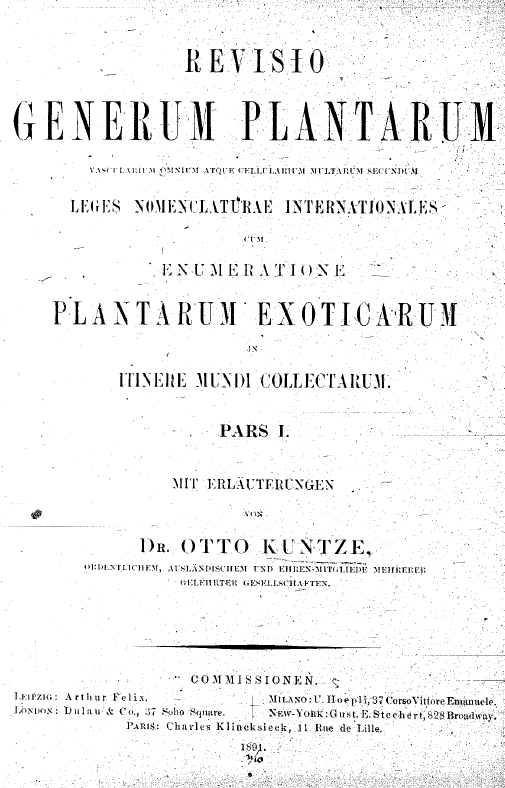
Revisio Generum Plantarum

Revisio Generum Plantarum, también conocido por su abreviatura botánica estándar Revis. Gen. Pl., es un tratado botánico de Otto Kuntze. Fue publicado en tres volúmenes; los primeros dos aparecieron en 1891 y el tercero fue publicado en dos partes en 1893 y 1898.
En los primeros dos volúmenes, Kuntze describió su colección entera de plantas de su viaje alrededor del mundo, abarcando alrededor 7700 especímenes. Al hacer eso, sin embargo, él se dio la oportunidad de introducir un planteo nuevo de la nomenclatura, revisando totalmente la nomenclatura de muchas taxones de plantas. Esto cayó como una sorpresa a la mayoría de los botánicos, que rechazaron o hicieron caso omiso de la publicación. Su tercer volumen acarrea críticas adicionales contra su sistema nuevo y Kuntze entra en conflicto con la comunidad botánica para el resto de su vida.